# Rörvattnet (Hotagens socken, Jämtland, 709615-141523)
Rörvattnet är en sjö vid Rörvattnets by i Krokoms kommun i Jämtland och ingår i Indalsälvens huvudavrinningsområde. Sjön är 33,9 meter djup, har en yta på 5,36 kvadratkilometer och befinner sig 362,7 meter över havet.

## Delavrinningsområde
Rörvattnet ingår i det delavrinningsområde (709427-141310) som SMHI kallar för Utloppet av Rörvattnet. Medelhöjden är 428 meter över havet och ytan är 32,59 kvadratkilometer. Räknas de 93 avrinningsområdena uppströms in blir den ackumulerade arean 652,73 kvadratkilometer. Lockringsån (Grubbdalsån) som avvattnar avrinningsområdet har biflödesordning 3, vilket innebär att vattnet flödar genom totalt 3 vattendrag innan det når havet efter 297 kilometer. Avrinningsområdet består mestadels av skog (76 procent). Avrinningsområdet har 5,48 kvadratkilometer vattenytor vilket ger det en sjöprocent på 16,8 procent.